# Eduardo Corona

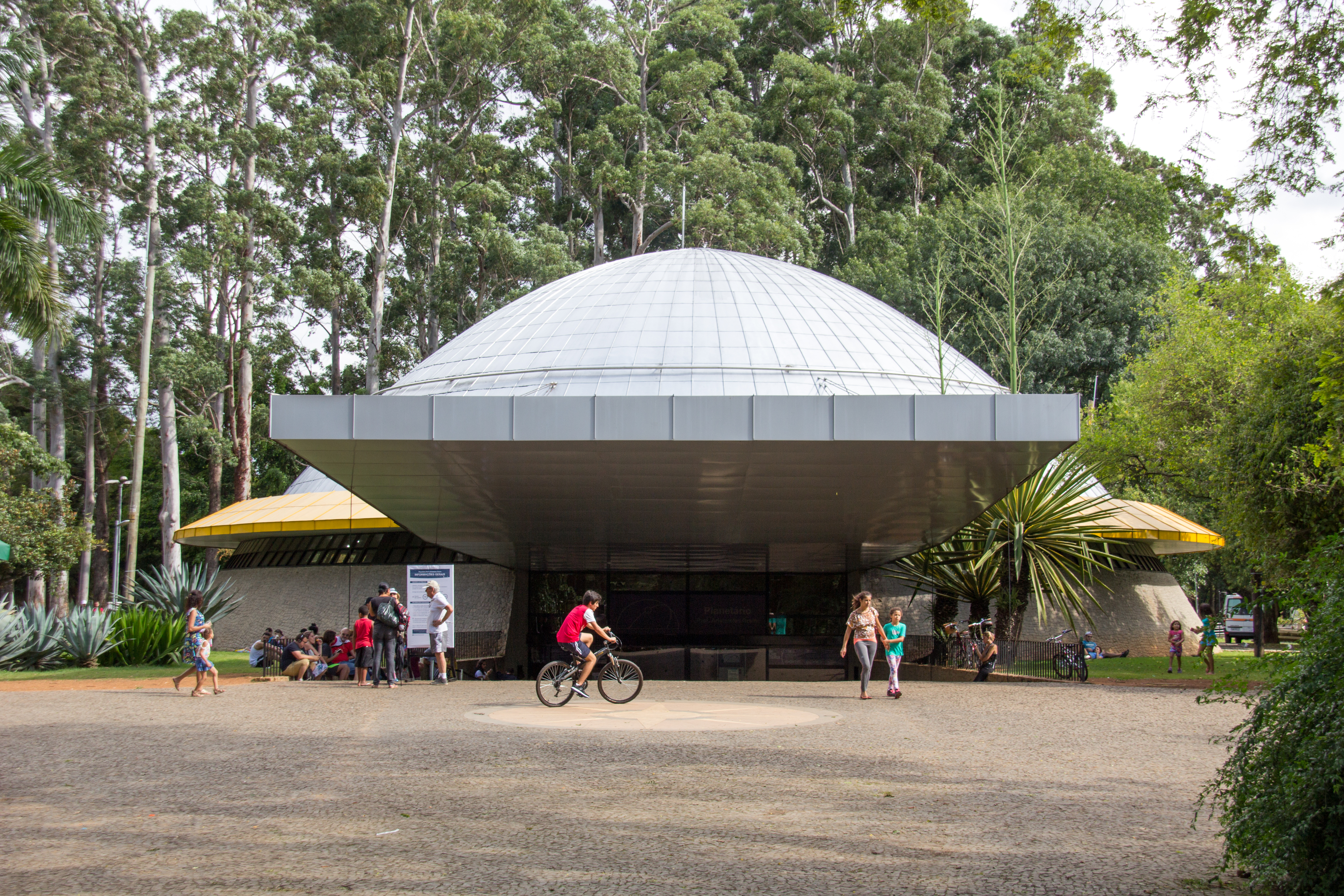
Das Aristóteles-Orsini-Planetarium im Parque do Ibirapuera ist ein Werk Coronas.

Eduardo Corona (* 1921 in Porto Alegre; † 2001 in São Paulo) war ein brasilianischer Architekt und Hochschullehrer.
Corona schloss 1946 sein Architekturstudium an der Universidade do Brasil ab. Von 1945 bis 1949 wirkte er unter Oscar Niemeyer u. a. an der Kirche Heiliger Franz von Assis in Belo Horizonte und am brasilianischen Institut für Luft- und Raumfahrttechnik mit. Von 1949 bis 2001 lehrte Corona an der Faculdade de Arquitetura e Urbanismo (FAU) der Universität von São Paulo. Er war zudem Generalsekretär des Instituto de Arquitetos do Brasil.